# Ernst Winkler (Skirennläufer)
Ernst Winkler (* 11. März 1955 in Schwarzach im Pongau) ist ein ehemaliger österreichischer Skirennläufer. Der Abfahrtsspezialist wurde zweimal Österreichischer Meister und erreichte vier Podestplätze im Skiweltcup.

## Biografie
Winkler wurde Anfang der 1970er-Jahre in den Kader des Österreichischen Skiverbandes aufgenommen. Am 11. Jänner 1975 holte er mit Platz zehn in der Lauberhornabfahrt in Wengen seinen ersten Punkt im Weltcup. Eine Woche später wurde er auf der Streif in Kitzbühel ebenfalls Zehnter und Anfang Februar belegte er in Megève bereits den sechsten Platz. Zu Saisonende wurde er zum ersten Mal Österreichischer Abfahrtsmeister.
In der Saison 1975/76 belegte Winkler zunächst in den Abfahrten von Madonna di Campiglio und Wengen die Plätze acht und sechs. An der mannschaftsinternen Qualifikation für die Olympischen Winterspiele in Innsbruck scheiterte er aber. In der letzten Saisonabfahrt in Aspen fuhr Winkler mit Rang drei zum ersten Mal auf das Siegerpodest und belegte damit den elften Platz im Abfahrtsweltcup. Seinen österreichischen Meistertitel konnte er erfolgreich verteidigen.
Die Saison 1976/77 war Winklers erfolgreichste: In der Kandahar-Abfahrt von Garmisch-Partenkirchen und im kalifornischen Heavenly Valley erreichte er jeweils den zweiten Platz und in der ersten Abfahrt von Morzine wurde er Dritter. Mit weiteren vier Top-Ten-Ergebnissen belegte er im Abfahrtsweltcup den vierten Platz und im Gesamtweltcup Rang 16. Bei den österreichischen Meisterschaften wurde er in diesem Jahr nur von Franz Klammer um knappe zwei Hundertstelsekunden geschlagen.
Zu Beginn des nächsten Winters kam Winkler in Val-d’Isère schwer zu Sturz und die Saison war für ihn schon nach dem ersten Rennen vorüber. Danach erreichte er nicht mehr seine früheren Leistungen. Im Winter 1978/79 musste er über den Europacup versuchen, wieder im Weltcup Fuß zu fassen. Immerhin gelang ihm in der Abfahrt von Haus ein zweiter Platz. Im Weltcup erreichte er nur noch einmal, in der Abfahrt von Pra-Loup am 6. Jänner 1980, ein Top-Ten-Resultat. Nach einer neuerlichen Verletzung am Ende des Winters beendete er 1980 seine Karriere.
Nach seiner Skisportkarriere wechselte Winkler zum Fußball und spielte mit dem SV Schwarzach in der Salzburger Landesliga. Zusammen mit seiner Frau führt er das Hotel Sonnhof in St. Veit im Pongau.

## Erfolge

### Weltcup
- Saison 1976/77: 4. Abfahrtswertung
- Vier Podestplätze, weitere zehnmal unter den besten zehn

### Europacup
- Saison 1978/79: 8. Abfahrtswertung
- Ein Podestplatz

### Österreichische Meisterschaften
- Österreichischer Meister in der Abfahrt 1975 und 1976